# Лампинен, Петтери
Пе́ттери Ту́уре Ла́мпинен (фин. Petteri Lampinen; род. 5 февраля 1975, Рованиеми, Финляндия) — финский хоккеист с мячом, защитник клуба «Акиллес», чемпион мира.

## Карьера
В детстве занимался футболом и хоккеем с шайбой, затем перешёл в хоккей с мячом.
Помимо чемпионата Финляндии, выступал в чемпионатах Швеции и России. Во всех трёх лигах становился чемпионом страны.
В 2015 году после 15 лет карьеры за рубежом подписал контракт с клубом «Акиллес» из Порвоо.
С 2001 года привлекается в сборную Финляндии, в составе которой стал чемпионом мира в 2004 году.

## Достижения
Чемпионат мира
- Чемпион мира 2004
- Вице-чемпион мира 2011, 2016
- Бронзовый призёр 2001, 2006, 2007, 2008, 2009

Чемпионат Финляндии
- Чемпион Финляндии 2000
- Вице-чемпион Финляндии  1996, 1997, 1999, 2001

Чемпионат Швеции
- Чемпион Швеции 2004, 2005, 2006, 2007

Чемпионат России
- Чемпион России 2011
- Вице-чемпион России 2012
- Бронзовый призёр чемпионата России 2009
- Обладатель Кубка России 2009

Прочие
- Обладатель Кубка Мира 2010
- Обладатель Кубка европейских чемпионов 2009

## Личная жизнь
Женат, имеет двоих детей.